# ألواح بهاء الله النازلة بعد الكتاب الأقدس
إنّ "مجموعة من ألواح حضرة بهاء الله (نُزِّلت بعد الكتاب الأقدس)" هي مجموعة مختارة من الألواح النّازلة من قلم حضرة بهاء الله، رسول ومؤسّس الدّين البهائيّ، ونُشِرَت في عام ١٩٨٠. تحمل المجموعة الإنجليزيّة الحاليّة منها عنوان Fountain of Wisdom: A Collection of Writings from Baháʼu'lláh [ينبوع الحكمة: مجموعة من آثار حضرة بهاء الله] (ترجمة غير رسميّة لعنوان الكتاب)
ومع اقتراب مهمّة حضرته من نهايتها وبعد نزول الكتاب الأقدس في عام ١٨٧٣، استمرّ حضرته في كتابة الألواح والرّسائل المتعدّدة إلى آخر أيّام حياته في عام ١٨٩٢.
ستّة من الألواح في مجلّد الكتاب هذا تُرجمت إلى الإنجليزيّة ونُشِرت في عام ١٩١٧. وقد أجرى حضرة شوقي أفندي التّعديلات على تلك التّراجم. والألواح الّتي لم يتم ترجمتها بواسطة حضرة شوقي أفندي، فقد تمّ ترجمتها  إلى الإنجليزيّة تحت إشراف بيت العدل الأعظم.

## [لوح] الإشراقات
اطّلع على نصّ اللّوح
نزّل حضرة بهاء الله الإشراقات حوالي عام ١٨٨٥ عندما كان في قصر البهجة موجّهًا إلى جليل الخوئي، وهو صفّار عاش في مقاطعة آذربيجان. كان اللّوح جوابًا على استفسارات جليل الخوئي. نُزِّلَ بداية اللّوح باللّغة العربيّة وتكملتها نُزِّلت باللّغة الفارسيّة. وقد تمّ ترجمت الأجزاء الفارسيّة منها إلى العربيّة في عام ١٩٢٣ بواسطة فرج الله زكي الكرديّ وبعون من أسد الله فاضل المازندرانيّ.
في بداية هذا اللّوح، يأمر البابيّين (أي أتباع الدّين البابيّ) ليقبلوا أمر حضرة بهاء الله بأنّه هو "من يُظهِرُهُ الله" وهو من بشّر حضرة الباب بظهوره، وثمّ يشرح حضرة بهاء الله في الإشراقات عن معنى العصمة الكبرى للمظاهر الإلهيّة (الرّسل والأنبياء) ويشير إلى أنّه عندما يظهر مظهرٌ إلهيٌّ جديدٌ فأغلب النّاس يعرضون عنه. وبعد ذلك، يوضّح حضرته أنّه بمجيئه قد تحقّق العديد من النّبوءات الّتي أُشِيرَ إليها الأديان السّابقة. بالإضافة، يشير اللّوح إلى مفاهيم مرتبطة باكتساب الفضائل الرّوحانيّة و"الأعمال والأخلاق المرضيّة" كالعدل والأمانة، الّتي فرضها جميع المظاهر الإلهيّة.
ثمّ أنزل تسع إشراقات لظهوره:
1. يجب على الحكماء وأصحاب القدرة ملاحظة حرمة الدّين فهو سبب ازدهار البشريّة جمعاء ورقيّها.
2. الصلح الأكبر ضروريّ لراحة البشريّة ونهضتها.
3. اتّباع حدود وأحكام الله واجبة على الجميع.
4. على البشريّة أن تتّصف بالأعمال والأخلاق المرضيّة.
5. على الحكومات أن يراعوا العدل والإنصاف.
6. ضرورة وجود لغة عالميّة مشتركة كي تكون سبب اتّحاد البشريّة واتّفاقهم.
7. للتّعليم والتّربية ضرورة قصوى.
8. يقع على عاتق بيت العدل الأعظم مسؤوليّة راحة البشريّة ولها السّلطة في تشريع الأحكام الجديدة الّتي لم تنص عليها آثار حضرة بهاء الله حسب مقتضى الوقت.
9. الدّين سبب الاتّحاد والاتّفاق بين البشر. فاتّباع الأحكام والمبادئ الّتي أمر بها الله واجبة.

أُلحِقَ الإشراق الثّامن في ملحقات الكتاب الأقدس. وقد تنبّأ حضرة بهاء الله في اللّوح نقض جليل الخوئي للعهد والميثاق، الّذي حصل بعد صعود حضرته.

## [لوح] البشارات (سورة النّداء)
اطّلع على نصّ اللّوح
البشارات هو لوح مكوّن من خمس عشرة بشارةً ينصّ فيها حضرة بهاء الله على بعض التّعاليم والأحكام. على الرّغم من أنّه لم يتيسّر حتّى الآن التّعرّف على الشّخص الّذي أُنزل في حقّه لوح البشارات، إلّا أنّ أديب طاهرزاده Adib Taherzadeh يصرّح بأنّ لحن ولهجة الخطاب في اللّوح تشير إلى أنّ من المحتمل أنّه كان موجّهًا إلى البشريّة جمعاء، وليس لفرد بعينه. Christopher Buck و Youli A. Ioannesyan يشيران إلى هذا اللّوح بأنّه "proclamatory Kitab-i-Aqdas"  [تصريح وإعلان للكتاب الأقدس] حيث أُعِيدَ إنزال بعض أحكام الكتاب الأقدس فيه للبشريّة جمعاء. الموضوع الرّئيسيّ المتناوَل في اللّوح هو نسخ أحكام معيّنة من الأديان السّابقة، والمعتقدات العلمانيّة. في عام ١٨٩١، أُرسِلَ هذا اللّوح إلى المستشرق إدوارد ج. براون بجامعة كامبريدج وإلى الدبلوماسيّ Victor Romanovich Rosen في سانت بطرسبرغ، الّذي قام بنشر تراجم إنجليزيّة وروسيّة منها على التّوالي.
هذه هي البشارات الخمسة عشرة:
1. محو ونسخ حكم الجهاد المعمول به في الإسلام. حيث يشير حضرة بهاء الله أنّه أيّ نوع من الحرب لا يتّفق مع مبدأ البهائيّ المرتبط بالمحبّة والاتّحاد.
2. على الجميع معاشرة أهل العالم جمعاء بالرَّوْح والرَّيحان وبصداقة بغضّ النّظر عن عرقهم أو دينهم."الْبِشَارَةُ الثَّانِيَةُ، صُدُورُ الإِذْنِ لأَحْزَابِ الْعَالَمِ بِأَنْ يَتَعَاشَرُوا بِالرَّوْحِ وَالرَّيْحَانِ. عَاشِرُوا يَا قَوْمِ مَعَ الأَدْيَانِ كُلِّهَا بِالرَّوْحِ وَالرَّيْحَانِ." (مـجموعة من ألواح حضرة بهاء الله، ص. ٣٨)
3. يصرّح باتّخاذ لغة عالميّة مشتركة. (راجع مقالة الدّين البهائيّ واللّغة الثّانوية المشتركة)
4. يجب خدمة الملك الّذي يقوم على إعانة المظلومين.
5. يشجّع فيه البهائيّين على السّلوك مع الدّولة الّتي يقيمون فيها بالأمانة والصّدق والصّفاء.
6. تأسيس الصّلح.
7. تفويض زمام الألبسة واللّحى إلى اختيار العباد.
8. تحريم الانزواء والبطالة باسم الدّين، وحثّ الرّهبان والقسّيسين إلى الاشتغال بما ينفعهم وينفع العباد كافّةً بدلًا من الانزواء.
9. إبطال ممارسة الاعتراف بالخطايا والمعاصي عند العباد كما يُعمَل به في نظام بعض الكنائس، وفي نهاية هذه البشارة، ينزل حضرته مناجاةً كي يتلوه العاصي لطلب العفو والمغفرة من الله.
10. نسخ وإبطال حكم محو الكتب حيث دعا حضرة الباب في كتابه "البيان" أتباعه لإتلاف كتب القبل.
11. الإذن والسّماح بدراسة "الْعُلُوم النَّافِعَة الَّتِي هِيَ الْعِلَّةُ وَالسَّبَبُ فِي رُقِيِّ الْعِبَادِ"، فقد حرّم بعض رجال الدّين الإسلاميّ سابقًا دراسة الكتب والعلوم الحديثة.
12. يدعو الجميع أن يشتغلوا بأمور كالصّنائع والاقتراف وغيرها من العلوم والفنون والتّجارة, ويرفع مقام الاشتغال والعمل إلى مقام العبادة.
13. يبيّن مهامّ بيت العدل الأعظم المسؤول عن أمور العباد.
14. تحريم القيام برحلات طويلة لزيارة مراقد الموتى. فأغلب المسلمين يعتقدون أنّ هذه الممارسة تغفر الخطايا.[1] يصّرح حضرته بأنّه بدلًا من صرف المصاريف على مثل هذه الرّحلات يجب أن تدفع تلك إلى بيت العدل الأعظم أو للصّناديق البهائيّة. وعلى الرّغم من هذا التّحريم، يشير حضرته بأنّه هناك نِعَم عظيمة قد تنزل على المرء من خلال تأثير الأرواح الرّاحلة المقدّسة.
15. يوصي حضرته بتفضيل النّظام الملكيّ الدّستوريّ على الرّئاسيّ.